# روت فايس إيسن
روت فايس إيسن (بالألمانية: Rot-Weiss Essen) هو نادي كرة قدم في ألمانيا تأسس في 1 فبراير 1907. يلعب حالياً في الدوري الألماني الدرجة الثالثة. شارك في أول نسخة من دوري أبطال أوروبا عام 1956 بصفة بطل الدوري الألماني.

## وصلات خارجية
- الموقع الرسمي (بالألمانية)